# 15e étape du Tour d'Italie 2002
Pour un article plus général, voir Tour d'Italie 2002.
La 15e étape du Tour d'Italie 2002 a eu lieu le 28 mai 2002 entre l'espace de Terme Euganee au sud de la ville de Padoue et celle de Conegliano en Vénétie sur une distance de 156 km. Elle a été remportée par l'Italien Mario Cipollini (Acqua & Sapone-Cantina Tollo) devant l'Espagnol Isaac Gálvez (Kelme-Costa Blanca) et son compatriote Alessandro Petacchi (Fassa Bortolo). Arrivé au sein du peloton, l'Allemand Jens Heppner (Telekom) conserve cependant le maillot rose de cette édition du Tour d'Italie à l'issue de l'étape.

## Classement de l'étape
| \| Classement de l'étape \| Classement de l'étape \| Classement de l'étape \| Classement de l'étape \| Classement de l'étape \| \| Coureur \| Coureur \| Pays \| Équipe \| Temps \| \| --------------------- \| --------------------- \| --------------------- \| ---------------------------- \| --------------------- \| \| 1er \| Mario Cipollini \| Italie \| Acqua & Sapone-Cantina Tollo \| 3 h 42 min 49 s \| \| 2e \| Isaac Gálvez \| Espagne \| Kelme-Costa Blanca \| + 0 s \| \| 3e \| Alessandro Petacchi \| Italie \| Fassa Bortolo \| + 0 s \| \| 4e \| Steven de Jongh \| Pays-Bas \| Rabobank \| + 0 s \| \| 5e \| Zoran Klemenčič \| Slovénie \| Tacconi Sport \| + 0 s \| \| 6e \| René Haselbacher \| Autriche \| Gerolsteiner \| + 0 s \| \| 7e \| Massimo Strazzer \| Italie \| Phonak Hearing Systems \| + 0 s \| \| 8e \| Christophe Detilloux \| Belgique \| Lotto-Adecco \| + 0 s \| \| 9e \| Igor Astarloa \| Espagne \| Saeco-Longoni Sport \| + 0 s \| \| 10e \| Mathew Hayman \| Australie \| Rabobank \| + 0 s \| |                      |           |                              |                 |
| |                      |           |                              |                 |
| |                      |           |                              |                 |
| Classement de l'étape |                      |           |                              |                 |
| Coureur | Coureur              | Pays      | Équipe                       | Temps           |
| 1er | Mario Cipollini      | Italie    | Acqua & Sapone-Cantina Tollo | 3 h 42 min 49 s |
| 2e | Isaac Gálvez         | Espagne   | Kelme-Costa Blanca           | + 0 s           |
| 3e | Alessandro Petacchi  | Italie    | Fassa Bortolo                | + 0 s           |
| 4e | Steven de Jongh      | Pays-Bas  | Rabobank                     | + 0 s           |
| 5e | Zoran Klemenčič      | Slovénie  | Tacconi Sport                | + 0 s           |
| 6e | René Haselbacher     | Autriche  | Gerolsteiner                 | + 0 s           |
| 7e | Massimo Strazzer     | Italie    | Phonak Hearing Systems       | + 0 s           |
| 8e | Christophe Detilloux | Belgique  | Lotto-Adecco                 | + 0 s           |
| 9e | Igor Astarloa        | Espagne   | Saeco-Longoni Sport          | + 0 s           |
| 10e | Mathew Hayman        | Australie | Rabobank                     | + 0 s           |

## Classement général
| \| Classement général \| Classement général \| Classement général \| Classement général \| Classement général \| \| Coureur \| Coureur \| Pays \| Équipe \| Temps \| \| ------------------ \| ------------------ \| ------------------ \| ---------------------- \| ------------------ \| \| 1er \| Jens Heppner \| Allemagne \| Telekom \| 68 h 12 min 43 s \| \| 2e \| Cadel Evans \| Australie \| Mapei-Quick Step \| + 48 s \| \| 3e \| Tyler Hamilton \| États-Unis \| CSC-Tiscali \| + 1 min 06 s \| \| 4e \| Dario Frigo \| Italie \| Tacconi Sport \| + 1 min 11 s \| \| 5e \| Aitor González \| Espagne \| Kelme-Costa Blanca \| + 1 min 15 s \| \| 6e \| Pietro Caucchioli \| Italie \| Alessio \| + 1 min 20 s \| \| 7e \| Fernando Escartín \| Espagne \| Team Coast \| + 1 min 40 s \| \| 8e \| Paolo Savoldelli \| Italie \| Index-Alexia Alluminio \| + 1 min 49 s \| \| 9e \| Rik Verbrugghe \| Belgique \| Lotto-Adecco \| + 2 min 13 s \| \| 10e \| Juan Manuel Gárate \| Espagne \| Lampre-Daikin \| + 2 min 17 s \| |                    |            |                        |                  |
| |                    |            |                        |                  |
| |                    |            |                        |                  |
| Classement général |                    |            |                        |                  |
| Coureur | Coureur            | Pays       | Équipe                 | Temps            |
| 1er | Jens Heppner       | Allemagne  | Telekom                | 68 h 12 min 43 s |
| 2e | Cadel Evans        | Australie  | Mapei-Quick Step       | + 48 s           |
| 3e | Tyler Hamilton     | États-Unis | CSC-Tiscali            | + 1 min 06 s     |
| 4e | Dario Frigo        | Italie     | Tacconi Sport          | + 1 min 11 s     |
| 5e | Aitor González     | Espagne    | Kelme-Costa Blanca     | + 1 min 15 s     |
| 6e | Pietro Caucchioli  | Italie     | Alessio                | + 1 min 20 s     |
| 7e | Fernando Escartín  | Espagne    | Team Coast             | + 1 min 40 s     |
| 8e | Paolo Savoldelli   | Italie     | Index-Alexia Alluminio | + 1 min 49 s     |
| 9e | Rik Verbrugghe     | Belgique   | Lotto-Adecco           | + 2 min 13 s     |
| 10e | Juan Manuel Gárate | Espagne    | Lampre-Daikin          | + 2 min 17 s     |

## Classements annexes
| Classement par points | Classement par points | Classement par points | Classement par points        | Classement par points |
| Coureur               | Coureur               | Pays                  | Équipe                       | Points                |
| --------------------- | --------------------- | --------------------- | ---------------------------- | --------------------- |
| 1er                   | Massimo Strazzer      | Italie                | Phonak Hearing Systems       | 132 pts               |
| 2e                    | Mario Cipollini       | Italie                | Acqua & Sapone-Cantina Tollo | 128 pts               |
| 3e                    | Fabrizio Guidi        | Italie                | Team Coast                   | 106 pts               |
| 4e                    | Mikhaylo Khalilov     | Ukraine               | Colombia-Selle Italia        | 79 pts                |
| 5e                    | Aitor González        | Espagne               | Kelme-Costa Blanca           | 61 pts                |

| Classement par points | Classement par points | Classement par points | Classement par points        | Classement par points |
| Coureur               | Coureur               | Pays                  | Équipe                       | Points                |
| --------------------- | --------------------- | --------------------- | ---------------------------- | --------------------- |
| 1er                   | Massimo Strazzer      | Italie                | Phonak Hearing Systems       | 132 pts               |
| 2e                    | Mario Cipollini       | Italie                | Acqua & Sapone-Cantina Tollo | 128 pts               |
| 3e                    | Fabrizio Guidi        | Italie                | Team Coast                   | 106 pts               |
| 4e                    | Mikhaylo Khalilov     | Ukraine               | Colombia-Selle Italia        | 79 pts                |
| 5e                    | Aitor González        | Espagne               | Kelme-Costa Blanca           | 61 pts                |

| Classement de la montagne | Classement de la montagne  | Classement de la montagne | Classement de la montagne | Classement de la montagne |
| Coureur                   | Coureur                    | Pays                      | Équipe                    | Points                    |
| ------------------------- | -------------------------- | ------------------------- | ------------------------- | ------------------------- |
| 1er                       | José Castelblanco          | Colombie                  | Colombia-Selle Italia     | 27 pts                    |
| 2e                        | Julio Alberto Pérez Cuapio | Mexique                   | Ceramica Panaria-Fiordo   | 15 pts                    |
| 3e                        | Cadel Evans                | Australie                 | Mapei-Quick Step          | 10 pts                    |
| 4e                        | Dario Frigo                | Italie                    | Tacconi Sport             | 8 pts                     |
| 5e                        | Hernán Darío Muñoz         | Colombie                  | Colombia-Selle Italia     | 8 pts                     |

| Classement de la montagne | Classement de la montagne  | Classement de la montagne | Classement de la montagne | Classement de la montagne |
| Coureur                   | Coureur                    | Pays                      | Équipe                    | Points                    |
| ------------------------- | -------------------------- | ------------------------- | ------------------------- | ------------------------- |
| 1er                       | José Castelblanco          | Colombie                  | Colombia-Selle Italia     | 27 pts                    |
| 2e                        | Julio Alberto Pérez Cuapio | Mexique                   | Ceramica Panaria-Fiordo   | 15 pts                    |
| 3e                        | Cadel Evans                | Australie                 | Mapei-Quick Step          | 10 pts                    |
| 4e                        | Dario Frigo                | Italie                    | Tacconi Sport             | 8 pts                     |
| 5e                        | Hernán Darío Muñoz         | Colombie                  | Colombia-Selle Italia     | 8 pts                     |

| Classement par équipes | Classement par équipes | Classement par équipes | Classement par équipes |
| Équipe                 | Équipe                 | Pays                   | Temps                  |
| ---------------------- | ---------------------- | ---------------------- | ---------------------- |
| 1re                    | Alessio                | Italie                 | 204 h 06 min 01 s      |
| 2e                     | Mapei-Quick Step       | Italie                 | + 11 min 50 s          |
| 3e                     | Kelme-Costa Blanca     | Espagne                | + 15 min 21 s          |
| 4e                     | Fassa Bortolo          | Italie                 | + 16 min 38 s          |
| 5e                     | Lampre-Daikin          | Italie                 | + 20 min 08 s          |

| Classement par équipes | Classement par équipes | Classement par équipes | Classement par équipes |
| Équipe                 | Équipe                 | Pays                   | Temps                  |
| ---------------------- | ---------------------- | ---------------------- | ---------------------- |
| 1re                    | Alessio                | Italie                 | 204 h 06 min 01 s      |
| 2e                     | Mapei-Quick Step       | Italie                 | + 11 min 50 s          |
| 3e                     | Kelme-Costa Blanca     | Espagne                | + 15 min 21 s          |
| 4e                     | Fassa Bortolo          | Italie                 | + 16 min 38 s          |
| 5e                     | Lampre-Daikin          | Italie                 | + 20 min 08 s          |